# Под маской (фильм)
Под маской: история людей, которые рискуют всем, чтобы спасти животных (англ. Behind the Mask: The Story Of The People Who Risk Everything To Save Animals) — вышедший в 2006 году документальный фильм о движении Фронт освобождения животных (ALF) и акциях прямого действия.
Автор фильма — американский адвокат, защитник прав животных Шеннон Кит. По словам Кит, фильм был создан, в том числе, чтобы дать людям более полное представление о движении за освобождение животных, чем то, что они получают из СМИ, и развеять миф об активистах движения как о террористах и «сумасшедших радикалах». Съёмки фильма длились три года.

## Сюжет
Фильм повествует о работе активистов борьбы за права животных, в числе которых участники ALF, незаконно проникающих в лаборатории и на другие объекты, чтобы, так или иначе, воспрепятствовать использованию животных при проведении опытов и экспериментов. Однако особый акцент авторы делают на гуманных мотивах таких действий.
Среди рассказчиков — известные защитники животных Грег Эвери, Стивен Бест, Мел Броутон, Род Коронадо, Джон Фельдман, Ронни Ли, Кейт Манн, Ингрид Ньюкирк, Джерри Власак, Пол Ватсон и другие.
В фильме проводится параллель между противодействием властей движению за права животных и движению за права человека, цитируются Джон Ф. Кеннеди и Мартин Лютер Кинг. Также подчеркивается, что участники ALF, названного ФБР «внутренней террористической угрозой № 1» в США, с момента создания Фронта в рамках его деятельности ни разу не причинили вреда человеку.

## Награды
- Лучший документальный фильм, Independent Features Film Festival, 2007.
- Лучший документальный фильм, Santa Clarita Valley Film Festival, 2007.
- Лучший документальный фильм, Other Venice Film Festival, 2007.
- Документальный фильм года, Veg News, 2006.